# Toos Neger
Antonia Barbara Maria (Toos) Neger (Rotterdam, 4 november 1910 – Dordrecht, 5 november 1997) was een Nederlandse beeldhouwster.

## Leven en werk
Toos Neger studeerde beeldhouwkunst bij de hoogleraren Gerard Hoppen, Bon Ingen-Housz en Henk Meijer aan de Koninklijke Academie van Beeldende Kunsten in Den Haag en aan de Academie van Beeldende Kunsten en Technische Wetenschappen in Rotterdam. Na 1945 zocht zij met enkele andere studiegenoten (onder anderen Philip Kouwen en Hans Petri) atelierruimte, die zij in 1949 vonden bij het Genootschap Pictura in Dordrecht. Na haar dood in 1986 liet zij haar atelierruimte in Dordrecht na aan de Stichting Toos Neger voor jong talent (thans de Toos Neger International Art Studio).

## Enkele werken
- Oorlogsmonument (1952) - reliëf, Kerkstraat in Strijen
- Ot en Sien (1954) - reliëf, Mariastraat in Dordrecht
- Ot en Sien (1958)[2], obs Twekkelerveld aan de Schietbaanweg in Enschede